# Милан Вилотић
Милан Вилотић (Београд, 21. октобар 1986) је бивши српски фудбалер. Играо је у одбрани.

## Клупска каријера
Вилотић је почео да тренира фудбал са седам година у Чукаричком. Дебитовао је за први тим Чукаричког у сезони 2004/05. Током наредне сезоне је био на позајмици у београдској Локомотиви а затим се вратио у Чукарички где је у наредном периоду постао стандардан првотимац.
У августу 2009. је потписао четворогодишњи уговор са Црвеном звездом. Са београдским црвено-белима је освојио Куп Србије у сезони 2009/10. У овој сезони је уврштен и у идеални тим Суперлиге Србије.
Вилотићу је након једне повреде, очигледно недовољно коректном лекарском интервенцијом, лоше срасла повређена кост у пределу рамена. Временом, простор између две кости је почео да се калцификује, што је након одређеног временског периода изазвало и појаву тумора. Крајем августа 2010. првотимцу Црвене звезде лекари су пронашли тумороидно ткиво у десном рамену, због чега је подвргнут операцији у италијанској Болоњи.
Крајем јануара 2011. добио је потврду од доктора Марија Меркурија са клинике „Рицоли“ из Болоње да је спреман за све физичке напоре и да ће и даље моћи професионално да се бави фудбалом.
Након повратка у тренажни процес, у два наврата био одстрањен из екипе, због сукоба са тренером Просинечким. Најпре, у јулу 2011. био суспендован због имитирања тренера Просинечког, због чега му је била одузета капитенска трака, а потом је на интервенцију руководства враћен у екипу. Није се дуго задржао у тиму, јер се током јесени сукобио са саиграчем Борхом, па је одстрањен из екипе, а одмах након тога стављен је и на трансфер листу.
Вилотић је сачекао да постане слободан играч и на крају напустио београдске „црвено-беле” без обештећења. Од јуна 2012. до јануара 2014. наступао за швајцарски Грасхопер, а затим је постао члан Јанг Бојса из Берна. Крајем фебруара 2017. се вратио у Грасхоперс, да би током 2018. године прешао у Санкт Гален. У овом клубу је провео две сезоне након чега је завршио играчку каријеру.

## Репрезентација
Био је учесник Европског првенства за играче до 21 године 2009. године у Шведској.
За сениорску репрезентацију Србије је одиграо три сусрета. Дебитовао је 7. јуна 2011. у пријатељском сусрету против Аустралије (0:0) у Мелбурну, а наступио је још у августу 2011. против Русије (0:1) у Москви и у новембру 2011. против Хондураса (0:2) у Сан Педро Сули.

## Трофеји
Црвена звезда
- Куп Србије (1) : 2009/10.

Грасхоперс
- Куп Швајцарске (1) : 2012/13.